# 本宮市立本宮第二中学校
本宮市立本宮第二中学校（もとみやしりつ もとみやだいにちゅうがっこう）は、福島県本宮市に所在する公立中学校。通称「二中」、「本二」。

## 概要
- 1955年　「本宮町立本宮第二中学校」創立
- 2007年　本宮市設立につき「本宮市立本宮第二中学校」に改名
- 2011年3月　東日本大震災により、本校舎・体育館が崩壊　被災した校舎（2013年までプレハブ校舎での授業）

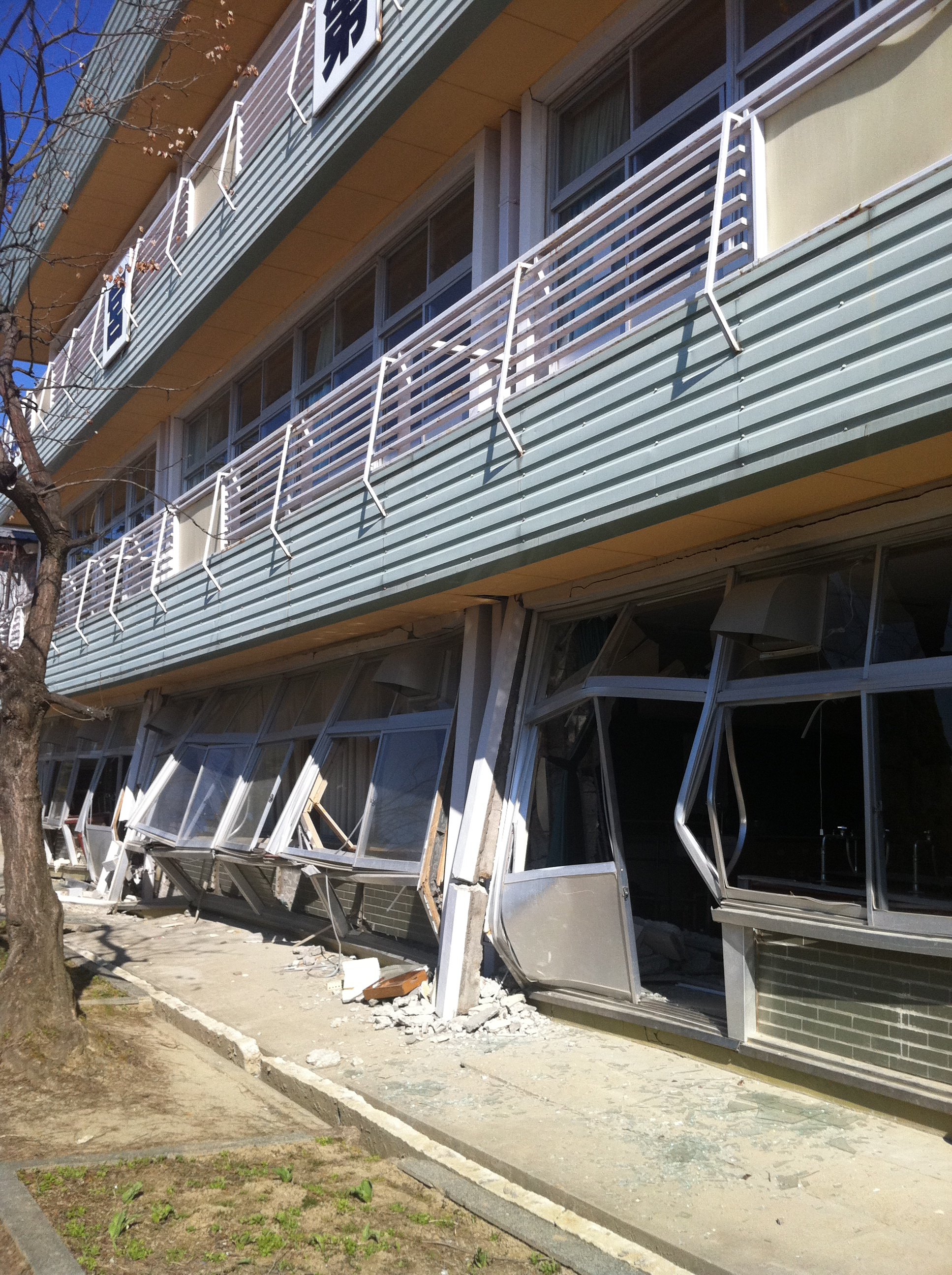
被災した校舎

- 2012年2月　体育館完成
- 2013年7月　新校舎完成

## 部活動
- 野球部
- サッカー部
- バスケットボール部
- 卓球部
- バレーボール部（女子）
- ソフトテニス部（女子）
- 剣道部
- 陸上競技部
- 吹奏楽部
- 美術部
- パソコン部

## 通学区域
- 本宮市
  - 荒井地区
  - 青田地区
  - 仁井田地区
  - 岩根地区

## 進学前小学校
- 本宮市立五百川小学校
- 本宮市立岩根小学校

## その他
- 給食は給食センター方式。
- 学区内にはJR東日本五百川駅、アサヒビール福島工場、東北自動車道本宮インターチェンジ、エイトタウン本宮（独立店舗型のショッピングセンター）などがある。

## 市内の中学校
- 本宮市立本宮第一中学校
- 本宮市立白沢中学校